# Люмінесцентний сепаратор
Люмінесцентний сепаратор — радіометричний сепаратор, в якому вихідний матеріал розділяється на компоненти за їх селективною люмінесценцією, що викликається ультрафіолетовим, рентгенівським (пулюєвим) або гамма-випромінюванням.
Найбільш поширені рентгенолюмінесцентні сепаратори для збагачення алмазовмісних руд.

## Приклади технічної реалізації

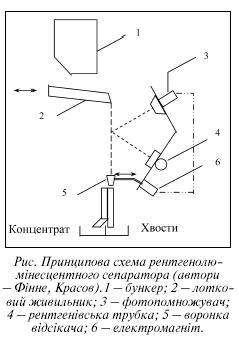

Люмінесцентний сепаратор складається з живильника, похилого лотка, блока детектування (що включає рентгенівську трубку, фотоелектронний помножувач (ФЕП) і радіометр) і ножа-відтинача (виконаного у вигляді поворотної лопаті з соленоїдним приводом). Сепаратори оснащують блоком автоматичного контролю і управління. Матеріал, що надходить в сепаратор, подається за допомогою барабанного живильника на похилий лоток. Рухаючись з прискоренням по лотку, моношар перетинає смугу рентгенівського випромінювання. Світловий потік люмінесценції сприймається ФЕП, який перетворює його в електричний струм. Величина струму пропорційна світловому потоку і при перевищенні порогового рівня радіометр включає соленоїд ножа-відтинача, що здійснює відбір люмінесціюючого мінералу. Вибрані таким чином грудки мінералу надходять в концентратний канал, а пуста порода, що не містить корисного компонента — в хвостовий канал. За продуктивністю С.л. успішно конкурують з найбільш продуктивними збагачувальними апаратами (відсаджувальними машинами і важкосередовищними сепараторами). За технол. показниками люмінесцентні сепаратори значно перевершують результати, що досягаються при гравітац. збагаченні, напр., алмазовмісних руд.
Сепаратор фотолюмінесцентний застосовується для розділення твердих зернистих матеріалів у залежності від інтенсивності люмінесценції мінералів під впливом ультрафіолетового випромінювання. Сепаратор функціонує у погрудковому режимі. Джерелом збудження люмінесценції служить ультрафіолетова лампа з фокусуючою лінзою з кварцового скла, а детектором світла, що випромінюється від опроміненого мінералу, — фотопомножувач. Середня продуктивність сепаратора — 5 т/год.
У більш сучасних варантах сепаратора замість ножа-відсікача встановлюється форсунка, в яку подається стиснене повітря. Його струмінь змінює траекторію руху мінеральних зерен у залежності від їх люмінесціюючої здатності.